# Vriesea morrenii
Vriesea morrenii é uma espécie de planta do gênero Vriesea e da família Bromeliaceae. 

## Taxonomia
A espécie foi descrita em 1880 por Heinrich Wawra von Fernsee. 
Os seguintes sinônimos já foram catalogados:  
- Tillandsia segregata  E.Pereira
- Vriesea morrenii disticha  Wawra
- Tillandsia morrenii  (Wawra) Baker
- Vriesea morreni  Wawra

## Forma de vida
É uma espécie epífita e herbácea. 

## Descrição
| Caule                                 | Caule                 |
| ------------------------------------- | --------------------- |
| propagação vegetativa                 | por broto lateral     |
| Folha                                 |                       |
| roseta                                | infundibuliforme      |
| forma da lâmina                       | linear                |
| largura da lâmina                     | mais de 5 centímetros |
| ápice da lâmina                       | arredondado/apiculado |
| maculada no ápice                     | não                   |
| Inflorescência                        |                       |
| tipo de ramificação                   | racemo duplo          |
| posição                               | ereta                 |
| posição das flores na raque           | dística               |
| posição das flores na antese          | subereta              |
| posição das flor                      | secunda               |
| ápice das brácteas florais            | reto                  |
| carena das brácteas florais           | ausente               |
| cor das brácteas florais              | rósea/castanha        |
| Flor                                  |                       |
| forma da pétala                       | linear                |
| forma do apêndice da pétala           | desconhecida          |
| cor da pétala                         | verde/amarelada       |
| posição dos estames fauce da corola   | incluso               |
| posição do pistilo e estame na antese | desconhecida          |

## Conservação
A espécie faz parte da Lista Vermelha das espécies ameaçadas do estado do Espírito Santo, no sudeste do Brasil. A lista foi publicada em 13 de junho de 2005 por intermédio do decreto estadual nº 1.499-R. 

## Distribuição
A espécie é encontrada nos estados brasileiros de Espírito Santo e Rio de Janeiro. 
Em termos ecológicos, é encontrada no domínio fitogeográfico de Mata Atlântica, em regiões com vegetação de floresta ombrófila pluvial.